# Little Arabella Miller

Little Arabella Miller est une chanson enfantine populaire anglaise souvent chantée dans les écoles maternelles. Si l'auteur de la chanson n'est pas connu, Ann Eliott a déjà été citée en tant que compositrice,. La chanson est chantée sur l'air de Twinkle Twinkle Little Star.

## Paroles
La comptine n'a qu'un seul couplet, mais il y a plusieurs variantes qui mettent l'accent sur la description de la chenille (fourrure, floue, laineux), et sur les membres de la famille mentionnés dans la comptine (mère, frère, grand-mère, son petit frère).
L'une des versions de la chanson est :
Little Arabella Miller
Found a furry caterpillar
First it climbed upon her mother
Then upon her baby brother
"Ugh" said Arabella Miller
"Take away that caterpillar!"
D'autres versions sont possibles :
Little Arabella Miller
Had a fuzzy caterpillar
First it crawled upon her brother
Then upon her dear grandmother
Gran said, "Arabella Miller,
How I love your caterpillar."
Little Arabella Miller
Had a fuzzy caterpillar.
First it climbed upon her mother,
Then upon her baby brother.
They said, " Arabella Miller,
Put away your caterpillar!"
Little Arabella Miller
Found a hairy caterpillar,
First it crawled upon her mother,
Then upon her baby brother.
All said, "Arabella Miller,
Take away that caterpillar!"